# New Deal Studios
La New Deal Studios è una società americana specializzata nella produzione di effetti visivi. La società è stata creata nel 1995 da Matthew Gratzner, Ian Hunter e Shannon Blake Gans, orientata principalmente nella realizzazione delle miniature, negli ultimi anni è passata agli effetti digitali.
Nel 2007 inizia anche l'attività di produzione con il film Perimetro di paura di Eric Red.
Gli studios, al 2012 sono composti da 2 edifici per una superficie totale di circa 2700 m² .

## Filmografia parziale

### Effetti speciali
- Blade Runner, regia di Ridley Scott (1982) - fotografia green screen aggiuntiva
- Scooby-Doo, regia di Raja Gosnell (2002) - effetti visivi aggiuntivi
- The Core, regia di Jon Amiel (2003) - miniature
- Terminator 3 - Le macchine ribelli (Terminator 3: Rise of the Machines), regia di Jonathan Mostow (2003) - effetti visivi e modelli
- Bad Boys II, regia di Michael Bay (2003) - miniature
- La leggenda degli uomini straordinari (The League of Extraordinary Gentlemen), regia di Stephen Norrington (2003) - miniature di Venezia e della Tiger Bay
- La casa dei fantasmi (The Haunted Mansion), regia di Rob Minkoff (2003) - effetti pirotecnici
- The Day After Tomorrow - L'alba del giorno dopo (The Day After Tomorrow), regia di Roland Emmerich (2004) - miniature aggiuntive
- Il cavaliere oscuro (The Dark Knight), regia di Christopher Nolan (2008) - miniature
- 2012, regia di Roland Emmerich (2009) - miniature
- Inception, regia di Christopher Nolan (2010) - effetti visivi

### Produzione
- Perimetro di paura (100 Feet), regia di Eric Red (2008)
- Rift, regia di Andrew Huang - cortometraggio (2009)
- Allure, regia di Ian Hunter - cortometraggio (2009)
- The Macabre World of Lavender Williams, regia di Nick Delgado (2009)
- Jerry regia di John Killoran (2009)